# Symploce macroptera
Symploce macroptera es una especie de cucaracha del género Symploce, familia Ectobiidae.

## Distribución
Esta especie se encuentra en Mozambique y Sudáfrica.